# Santa María de la Alameda
Santa María de la Alameda è un comune spagnolo di 1 436 abitanti (2021) situato nella comunità autonoma di Madrid.